# Hedda Berntsen
Hedda Helene Berntsen (Oslo, 24 aprile 1976) è una sciatrice alpina ed ex sciatrice freestyle norvegese.
È sorella di Ingrid, a sua volta sciatrice freestyle di alto livello.

## Biografia

### Stagioni 1995-2001
Hedda Berntsen ha iniziato la sua carriera nello sci alpino: attiva in gare FIS dal dicembre del 1994, in Coppa Europa ha esordito il 12 dicembre 1996 a Sankt Sebastian in slalom gigante (46ª) e ha ottenuto il primo podio l'11 febbraio 2000 ad Abetone in slalom speciale (3ª); il giorno seguente ha debuttato in Coppa del Mondo, a Santa Caterina Valfurva nella medesima specialità (23ª).
Il 14 gennaio 2001 ha colto a Flachau in slalom speciale il suo miglior piazzamento in Coppa del Mondo, un 5º posto che avrebbe replicato altre tre volte in carriera sempre nella medesima specialità (l'ultima il 22 novembre dello stesso anno a Copper Mountain), e il 20 gennaio seguente ha conquistato il suo secondo e ultimo podio in Coppa Europa, a Elbigenalp in slalom speciale (2ª). Sempre nel 2001 ha esordito ai Campionati mondiali nella rassegna iridata di Sankt Anton am Arlberg, vincendo la medaglia di bronzo nello slalom speciale.

### Stagioni 2002-2024
Ai XIX Giochi olimpici invernali di Salt Lake City 2002, suo esordio olimpico, non ha concluso lo slalom speciale; l'anno dopo ai Mondiali di Sankt Mortiz 2003, sua ultima presenza iridata nello sci alpino, si è classificata 34ª nella discesa libera, 18ª nella combinata e non ha concluso lo slalom gigante e lo slalom speciale. Il 7 gennaio 2007 ha preso per l'ultima volta il via in Coppa del Mondo, a Kranjska Gora in slalom speciale, senza completare la gara; in seguito si è dedicata prevalentemente al freestyle, specialità ski cross: ha esordito nella Coppa del Mondo di freestyle il 2 febbraio 2007 a Les Contamines (9ª) e ai successivi Mondiali di Madonna di Campiglio 2007, suo debutto iridato nel freestyle, si è classificata 10ª.
Il 12 gennaio 2008 ha ottenuto a Les Contamines il primo podio in Coppa del Mondo (2ª) e il 10 gennaio 2009 nella medesima località la sua unica vittoria nel circuito. Ai XXI Giochi olimpici invernali di Vancouver 2010, sua ultima presenza olimpica, ha vinto la medaglia d'argento nello ski cross; il 7 gennaio 2011 ha ottenuto a Sankt Johann in Tirol l'ultimo podio in Coppa del Mondo (2ª). Ai Mondiali di Oslo/Voss 2013, suo congedo iridato, si è piazzata 19ª; si è ritirata dalle competizioni di freestyle in occasione della gara di Coppa del Mondo disputata a San Candido il 22 dicembre 2013 (14ª), continuando da allora a prendere saltuariamente parte a competizioni minori di sci alpino (Campionati norvegesi, gare FIS). È inattiva dal dicembre del 2023.

## Palmarès

### Sci alpino

#### Mondiali
- 1 medaglia:
  - 1 bronzo (slalom speciale a Sankt Anton am Arlberg 2001)

#### Coppa del Mondo
- Miglior piazzamento in classifica generale: 28ª nel 2001

#### Coppa Europa
- Miglior piazzamento in classifica generale: 39ª nel 2001
- 2 podi:
  - 1 secondo posto
  - 1 terzo posto

#### Campionati norvegesi
- 3 medaglie:
  - 3 argenti (slalom speciale nel 2000; discesa libera nel 2003; combinata[senza fonte] nel 2007)

### Freestyle

#### Olimpiadi
- 1 medaglia:
  - 1 argento (ski cross a Vancouver 2010)

#### Coppa del Mondo
- Miglior piazzamento in classifica generale: 9ª nel 2008
- Miglior piazzamento nella classifica di ski cross: 4ª nel 2008
- 5 podi:
  - 1 vittoria
  - 4 secondi posti

##### Coppa del Mondo - vittorie
| Data            | Località       | Paese   | Specialità |
| --------------- | -------------- | ------- | ---------- |
| 10 gennaio 2009 | Les Contamines | Francia | SX         |

Legenda:

SX = ski cross

#### Campionati norvegesi
- 2 medaglie:
  - 1 oro (ski cross nel 2012)
  - 1 argento (ski cross nel 2013)

### Telemark

#### Mondiali
- 1 medaglia:
  -  1 oro (classico a Meiringen 1997)[senza fonte]